# Terminal Redux
Terminal Redux es el tercer álbum de estudio de la banda estadounidense de thrash metal progresivo, Vektor. Fue lanzado el 6 de mayo de 2016 por Earache Records.

## Lista de canciones
Todas las canciones escritas y compuestas por Vektor. 
| N.º   | Título                         | Duración |  |
| 1.    | «Charging the Void»            | 9:11     |  |
| 2.    | «Cygnus Terminal»              | 8:15     |  |
| 3.    | «LCD (Liquid Crystal Disease)» | 7:33     |  |
| 4.    | «Mountains Above the Sun»      | 1:22     |  |
| 5.    | «Ultimate Artificer»           | 5:04     |  |
| 6.    | «Pteropticon»                  | 6:00     |  |
| 7.    | «Psychotropia»                 | 7:39     |  |
| 8.    | «Pillars of Sand»              | 5:19     |  |
| 9.    | «Collapse»                     | 9:22     |  |
| 10.   | «Recharging the Void»          | 13:36    |  |
| 73:21 |                                |          |  |

## Personal
- David DiSanto – Guitarra, voz
- Erik Nelson – Guitarra
- Frank Chin – Bajo
- Blake Anderson – Batería

- Datos: Q23022783